# Oscar Underwood
Oscar Underwood (Louisville, 1862. május 6. – Woodlawn, 1929. január 25.) az Amerikai Egyesült Államok szenátora (Alabama, 1915–1927).